# Kasper Lorentzen
Kasper Wellemberg Lorentzen (* 19. November 1985 in Hvidovre, Dänemark) ist ein dänischer ehemaliger Fußballspieler, der auch in der Nationalmannschaft zum Einsatz kam.

## Karriere

### Verein

#### Laufbahn in der Jugend
Kasper Lorentzen begann mit dem Fußball bei Rosenhøj BK. Danach ging er in die Jugend des Erstligisten Brøndby IF.

#### Brøndby IF
In der Winterpause der Saison 2003/04 wurde er dann in die Profimannschaft hochgezogen.
Kasper Lorentzen gewann 2005 mit Brøndby IF sowohl den Pokal als auch die Meisterschaft. In der Saison darauf spielte man in der Qualifikation zur UEFA Champions League. Man begann in der zweiten Qualifikationsrunde, wo man sich gegen Dinamo Tiflis durchsetzen konnte. In der dritten Qualifikationsrunde erwies sich Ajax Amsterdam als zu stark für Lorentzen und Brøndby. In den Saisons darauf zog man in der Meisterschaft, gegen den FC Kopenhagen, immer den kürzeren.

#### Randers FC
2009 kehrte Lorentzen Brøndby IF den Rücken und wechselte zu Randers FC. Mit diesem Verein spielte er in der Qualifikation zur UEFA Europa League. In der zweiten Qualifikationsrunde konnte man sich gegen den litauischen Klub Sūduva Marijampolė durchsetzen. In der dritten Qualifikationsrunde erwies sich jedoch der deutsche Bundesligaklub Hamburger SV jedoch als zu stark.
In der Liga spielte man lange Zeit gegen den Abstieg. Erst in der Schlussphase der Saison konnten Lorentzen und Randers FC die Klasse halten. Via Fairplay-Wertung konnte Randers FC erneut in der Qualifikation der UEFA Europa League mitmischen. In der zweiten Qualifikationsrunde setzte man sich gegen den slowenischen Klub ND Gorica durch. In der dritten Qualifikationsrunde scheiterte man überraschend am Schweizer Zweitligisten FC Lausanne-Sport. In der Liga spielte man dagegen wieder gegen den Abstieg. Am Ende stiegen Lorentzen und Randers FC in die Viasat Sport Division ab.

#### Weitere Karriere
Lorentzen wechselte auf Leihbasis zum dänischen Erstligisten FC Nordsjælland, bis zum Sommer 2012. Drei Jahre später beendete er dort seine Karriere.

### Nationalmannschaft
Am 21. November 2000 kam Kasper Lorentzen zu seinem ersten Auftritt im Trikot der Dänischen U-16. Beim 2:3 gegen die Altersgenossen aus Irland stand Lorentzen in der Anfangself. Sein letztes Länderspiel machte er am 27. Februar 2001, als er beim 1:0-Sieg gegen Portugal ebenfalls in der Startelf stand. Kasper Lorentzen kann auf fünf Einsätze in der U-16 zurückblicken.
Am 1. August 2001 kam Kasper Lorentzen auch erstmals für die U-17-Auswahl der Dänen zum Einsatz, als er beim 2:0-Sieg gegen die U-17-Auswahl aus Schweden zum Einsatz kam. Sein erstes Tor für die U-17 machte er am 5. September 2001, als er beim 3:2-Sieg gegen Tschechien das 1:0 machte. Mit der U-17 nahm er 2002 an der U-17-Fußball-Europameisterschaft 2002 teil. Die Dänen scheiterten dort, am 4. Mai 2002, im Viertelfinale, nach Elfmeterschießen, an Spanien. Das Viertelfinalspiel gegen Spanien war auch das letzte Spiel von Lorentzen für die U-17. Er kam auf 17 Einsätze für die U-17.
Am 25. Februar 2003 spielte Lorentzen erstmals für die U-19 der Skandinavier. Gegen Belgien stand Lorentzen in der Startformation. Lorentzen kam auch in der Qualifikation zur U-19-Fußball-Europameisterschaft 2003 zum Einsatz. Die Qualifikation gelang jedoch nicht. Auch bei der Qualifikation zur U-19-Fußball-Europameisterschaft 2004 war man dabei. Jedoch gelang auch dieses Mal die Qualifikation nicht. Lorentzen machte am 2. Mai 2004, im Qualifikationsspiel gegen Slowenien, sein letztes Spiel für die U-19. Er kam auf insgesamt 14 Einsätze.
Am selben Tag, nur einen Monat später, lief Lorentzen zum ersten Mal für die U-20 auf. Beim 3:1-Sieg, gegen Russland, wurde Lorentzen in der 79. Minute für Jakob Poulsen ersetzt. Nur zwei Tage später, ebenfalls gegen Russland, machte Lorentzen sein erstes Tor für die U-20. Sein letztes Spiel für die U-20 machte Lorentzen am 21. Juli 2004, als man 0:0 gegen die Türkei spielte. Insgesamt waren es vier Einsätze.
Am 3. September 2004 kam Lorentzen auch zum ersten Mal für die Dänische U-21 zum Einsatz. Beim 3:2-Sieg in der Qualifikation zur U-21-Fußball-Europameisterschaft 2006, gegen die Ukraine, stand Lorentzen sogleich in der Anfangself und wurde nach 66 Minuten durch Jacob Sørensen ersetzt. Auch in der restlichen Qualifikation kam Lorentzen zum Einsatz. Die Qualifikation konnte geschafft werden. Für das Turnier selbst wurde Lorentzen nicht nominiert. Auch bei der Qualifikation zur U-21-Fußball-Europameisterschaft 2007 war er dabei. Die Qualifikation verpasste man jedoch. Dass letzte Qualifikationsspiel am 5. September 2006, gegen die Altersgenossen aus Schweden, war auch Lorentzens letztes Spiel für die U-21. Es waren insgesamt 13 Einsätze.
Am 11. August 2010 kam Lorentzen dann endlich auch erstmals für die A-Nationalmannschaft Dänemarks zum Einsatz. Beim 2:2-Unentschieden gegen Deutschland wurde Lorentzen in der 67. Minute für William Kvist eingewechselt.